# سهره کوهستانی ساده
سهره کوهستانی ساده (نام علمی: Leucosticte nemoricola) نام یک گونه از تیره سهره است.